# Cabo Mendocino
O Cabo Mendocino (em inglês:  Cape Mendocino) é um cabo localizado no Oceano Pacífico ao longo da costa oeste da América do Norte. Mais precisamente no trecho chamado Lost Coast, no Condado de Humboldt, norte da Califórnia. É o ponto mais ocidental na Califórnia. O povoado mais próximo é Petrolia, a 16 km a sudeste do cabo.

## História
O cabo foi descoberto pelos espanhóis em março de 1543 na primeira exploração da costa leste americana que partiu de Jalisco em 1542. A frota era comandada pelo bilbaíno Bartolomé Ferrelo, que tinha sucedido no comando João Rodrigues Cabrilho, que morreu em 3 de janeiro daquele ano na Ilha de San Miguel, Califórnia. O cabo foi nomeado em honra ao primeiro vice-rei da Nova Espanha, Antonio de Mendoza, patrocinador da expedição.

## Geologia
A região do Cabo Mendocino, na costa norte da Califórnia, é uma das regiões mais sismicamente ativas nos Estados Unidos Continentais. Três terremotos com epicentros nas proximidades de Petrolia e no mar alto ao oeste do cabo Mendocino, atingiram a área em 25-26 de abril de 1992, alcançando 7,2 Mw. Esses sismos demonstraram que a zona de subducção da Cascadia é capaz de produzir tanto grandes terremotos como de gerar tsunamis. Muitos geólogos e sismólogos acreditam que o choque principal na sequência de 1992 pode ser um precursor de um terremoto muito mais poderoso no Pacífico Noroeste.
Ao largo do Cabo Mendocino encontra-se a junção tripla do Mendocino, um ponto triplo geológico onde três placas tectônicas se juntam. A Falha de Santo André, uma falha transformante, se estende ao sul a partir da junção, separando a Placa do Pacífico e a Placa Norte-Americana. Ao norte encontra-se a zona de subducção da Cascadia, onde, a Placa de Gorda é empurrada sob a margem da Placa Norte-Americana. A oeste da junção tripla localiza-se a zona de fratura Mendocino, o limite entre a falha transformante e a Placa de Gorda e Placa do Pacífico.